# Follow the Leader (album de Korn)
Pour les articles homonymes, voir Follow the Leader.
Albums de Korn
Life Is Peachy
(1996) Issues
(1999)
Singles
1. All in the Family
Sortie : 18 juillet 1998
2. Got the Life
Sortie : 23 novembre 1998
3. Children of the Korn
Sortie : 1998
4. B.B.K.
Sortie : 1998
5. Freak on a Leash
Sortie : 25 mai 1999

Follow the Leader est le troisième album du groupe Korn sorti en 1998 et produit par Steve Thompson, Toby Wright et les membres du groupe. Le groupe surprend avec ses musiques lourdes très sombres, dues à la mise en avant de Brian Phillip « Head » Welch, ses textes glauques et la grande utilisation de sonorités hip-hop. Beaucoup de fans sont déçus [réf. nécessaire] par les chansons influencées par le monde du hip-hop comme Children Of The Korn, All in the Family ou encore Cameltosis. Korn y officie en duo avec, respectivement, Ice Cube, Limp Bizkit et Tre du groupe The Pharcyde. Le groupe commence alors une tournée (qui durera un an) The Family Values Tour avec à l’affiche des groupes comme Limp Bizkit, Orgy, Rammstein, Ice Cube et Incubus. La chanson Justin est dédiée à l'un de leurs fans atteint d'un cancer dont la dernière volonté était de voir le groupe. L'album s'est écoulé à plus de 14 millions d'exemplaires dans le monde, c'est le plus gros succès du groupe. Il est certifié disque d'or en France moins d'un an après sa sortie. La pochette de l'album a été dessinée par Todd McFarlane.

## Liste des chansons
Toutes les chansons sont écrites et composées par Korn.
| No  | Titre      | Durée |
| --- | ---------- | ----- |
| 1.  | Silence 01 | 0:05  |
| 2.  | Silence 02 | 0:05  |
| 3.  | Silence 03 | 0:05  |
| 4.  | Silence 04 | 0:05  |
| 5.  | Silence 05 | 0:05  |
| 6.  | Silence 06 | 0:05  |
| 7.  | Silence 07 | 0:05  |
| 8.  | Silence 08 | 0:05  |
| 9.  | Silence 09 | 0:05  |
| 10. | Silence 10 | 0:05  |
| 11. | Silence 11 | 0:05  |
| 12. | Silence 12 | 0:05  |

| No  | Titre                                | Durée |
| --- | ------------------------------------ | ----- |
| 1.  | It's On!                             | 4:29  |
| 2.  | Freak on a Leash                     | 4:15  |
| 3.  | Got the Life                         | 3:45  |
| 4.  | Dead Bodies Everywhere               | 4:44  |
| 5.  | Children of the Korn (avec Ice Cube) | 3:52  |
| 6.  | B.B.K.                               | 3:56  |
| 7.  | Pretty                               | 4:12  |
| 8.  | All in the Family (avec Fred Durst)  | 4:48  |
| 9.  | Reclaim My Place                     | 4:32  |
| 10. | Justin                               | 4:17  |
| 11. | Seed                                 | 5:54  |
| 12. | Cameltosis (avec Tré Hardson)        | 4:38  |
| 13. | My Gift to You                       | 15:40 |

## Formation
- Jonathan Davis (chant, cornemuse)
- James "Munky" Shaffer (guitare)
- Reginald "Fieldy" Arvizu (basse, chœurs)
- David Silveria (batterie, percussions)
- Brian "Head" Welch (guitare, chœurs)